# Coronalert
Coronalert is een door de Belgische overheid ontwikkelde COVID-19-app. De app is een aanvulling op het bron- en contactonderzoek van de overheid. Via de app kunnen andere gebruikers anoniem worden gewaarschuwd nadat bij een gebruiker COVID-19 wordt vastgesteld. Het kan vrijwillig worden geïnstalleerd. De app registreert contacten via het Bluetoothsignaal. Bluetooth is een goede indicator omdat het enkel nabije contacten detecteert, waarbij er tevens een minimum contactduur kan worden bepaald.

## Geschiedenis
Coronalert is een initiatief van de Belgische overheid. De app werd gebouwd in opdracht van Sciensano, het Interfederaal comité voor Testing & Tracing en de entiteiten verantwoordelijk voor de contactopsporing in Brussel, de Duitstalige Gemeenschap, Vlaanderen en Wallonië.
De app werd ontwikkeld door twee softwarebedrijven, DevSide en Ixor, onder leiding van Axel Legay (UCLouvain) en Bart Preneel (COSIC, KU Leuven). De app is sterk gebaseerd op de Duitse Corona-Warn-App. De app respecteert de privacy volgens de DP3T-standaard en de Exposure Notification-technologie van Apple en Google.
Op 23 september 2020 werd een beta-testversie uitgebracht en gedeeld onder 10.000 testers. Vanaf 30 september 2020 kon de app gratis gedownload worden door iedereen. Sinds januari 2021 werkte de app samen met andere Europese apps. In november 2022 werd de app gedeactiveerd. Het gebruik was sterk teruggelopen, het nut ervan werd betwist. De pandemie was sterk afgenomen. Bovendien waren aan het in stand houden van de app kosten verbonden. Indien nodig kan de app terug geactiveerd worden.

## Kostprijs
De totale kost van Coronalert wordt geschat op ongeveer 1,5 miljoen euro waarvan 850.000 euro voor het maken van de app zelf.

## Besturingssystemen
De app werkt op iPhones met het besturingssysteem iOS 13.5 of nieuwer en op de meeste Android-telefoons die werken met versie 6 of nieuwer.